# World Rugby Women’s Sevens Series (2021/2022)
World Rugby Women’s Sevens Series (2021/2022) (od nazwy sponsora, HSBC – HSBC Women’s World Rugby Sevens Series) – dziewiąta edycja World Rugby Women’s Sevens Series, organizowanej przez World Rugby corocznej serii turniejów dla żeńskich reprezentacji narodowych w rugby 7.
Na początku września 2021 roku World Rugby ogłosił, że australijskie i nowozelandzkie zawody ponownie się nie odbędą, sezon rozpoczną dwa turnieje w Dubaju, reszta zaś miała być potwierdzona jeszcze w tym samym miesiącu. Opublikowany w połowie października 2021 roku oficjalny harmonogram zawierał siedem imprez – prócz dwóch w Dubaju, także dwa w Hiszpanii oraz po jednym w Hongkongu, Kanadzie i Francji – z czego tylko kanadyjskie miały nie być rozegrane wraz z rywalizacją mężczyzn. Zamiast turniejów w Australazji w kalendarzu pojawiły się zatem debiutujące w cyklu Spain Women’s Sevens zorganizowane w Maladze i Sewilli, a Francuzi postanowili rozegrać własne zawody w nowej lokalizacji, Tuluzie. Jeszcze przed rozpoczęciem pierwszego turnieju w Dubaju WR ogłosił, że zawody w Hongkongu zostaną przesunięte na listopad stanowiąc otwarcie sezonu 2022/2023.
W przeciwieństwie do poprzednich sezonów obsada core teams nie była stabilna. W turniejach rozegranych w roku 2021, zgodnie z wcześniejszą umową, Anglię zastąpiła Wielka Brytania; w związku z Pandemia COVID-19 Fidżyjki opuściły obydwa hiszpańskie zawody, a Nowozelandki zagrały tylko w ostatnich dwóch turniejach, choć miały także uczestniczyć także w iberyjskim segmencie cyklu. Dodatkowo ze względu na rosyjską inwazję na Ukrainę reprezentacja Rosji została wykluczona ze wszystkich rozgrywek i nie wzięła udziału w ostatnich dwóch turniejach, a następnie niedopusczona do kolejnego sezonu.
Sezon zdominowały reprezentantki Australii, które wygrały cztery z sześciu zawodów. W obu turniejach w Dubaju pokonywały w finałach reprezentacje Fidżi, w Maladze zaś zaliczyły najsłabszy występ przegrywając z Rosjankami w półfinale; zajęły wówczas trzecią lokatę, wygrały zaś Amerykanki. Australijki powróciły do wysokiej dyspozycji w Sewilli, w decydującym pojedynku rozprawiły się z Irlandkami, dla których był to pierwszy finał w historii ich startów w WSS. Do triumfu w całym sezonie wystarczało im zatem zwycięstwo w pófinałowym meczu zawodów w Kanadzie. Zadanie to wykonały z nawiązką pokonując w finale powracające do WSS Nowozelandki. Te dwa zespoły zmierzyły się również w finale francuskiego turnieju, gdzie od zwyciężczyń klasyfikacji generalnej tym razem lepsze okazały się Nowozelandki, rewanżując się za porażkę w poprzedniej rundzie.
Najwięcej punktów w sezonie zdobyła reprezentantka Fidżi Jade Ulutule, zaś w klasyfikacji przyłożeń zwyciężyła Irlandka Amee-Leigh Murphy Crowe. Australijka Charlotte Caslick otrzymała natomiast wyróżnienie Impact Player Series Award dla zawodniczki, która uzyskała największą w sezonie liczbę punktów za szarże w obronie, przełamania linii obronnej przeciwnika, ponadtrzymetrowe ataki z piłką w ręku oraz jej oddania "na kontakcie". Irlandka i Australijka zostały także wybrane do najlepszej siódemki sezonu, znalazły się tam również Madison Ashby, Faith Nathan, Reapi Ulunisau, Maddison Levi i Séraphine Okemba.

## System rozgrywek
Podobnie jak w przypadku męskich rozgrywek zwycięzcą cyklu zostanie zespół, który podczas całego sezonu zdobędzie najwięcej punktów przyznawanych za zajęcie poszczególnych miejsc w każdym turnieju. Każde z zawodów gromadzą dwanaście reprezentacji, z których jedenaście jest stałymi uczestnikami cyklu (core teams), a ostatni uczestnik będzie ogłaszany przed poszczególnymi turniejami. Z uwagi na odwołanie sezonu 2020/2021 status core teams utrzymała najlepsza dziesiątka sezonu 2019/2020 (Anglia, Australia, Fidżi, Francja, Hiszpania, Irlandia, Kanada, Nowa Zelandia, Rosja i USA), a jedno miejsce zarezerwowane dla triumfatora turnieju kwalifikacyjnego, który nie został jednak rozegrany, otrzymała ponownie Brazylia. W turniejach rozegranych w roku 2021, zgodnie z wcześniejszą umową, Anglię zastąpiła Wielka Brytania, w nich też wystartować miało jedynie dziesięć drużyn.
Przystępujące do turnieju reprezentacje mogą liczyć maksymalnie dwanaście zawodniczek. W fazie grupowej spotkania toczone są bez ewentualnej dogrywki, za zwycięstwo, remis i porażkę przysługuje odpowiednio trzy, dwa i jeden punkt, brak punktów natomiast za nieprzystąpienie do meczu. Po jej zakończeniu ustalany jest ranking – pierwsze osiem zespołów awansuje do ćwierćfinałów, pozostała czwórka walczy zaś o Bowl. W przypadku tej samej liczby punktów ich lokaty są ustalane kolejno na podstawie:
1. wyniku meczów pomiędzy zainteresowanymi drużynami;
2. lepszego bilansu punktów zdobytych i straconych;
3. lepszego bilansu przyłożeń zdobytych i straconych;
4. większej liczby zdobytych punktów;
5. większej liczby zdobytych przyłożeń;
6. rzutu monetą.

W przypadku remisu w fazie pucharowej, organizowana jest dogrywka składająca się z dwóch pięciominutowych części, z uwzględnieniem reguły nagłej śmierci. Wszystkie mecze składają się z dwóch siedmiominutowych części przedzielonych dwuminutową przerwą.
Za zajęcie poszczególnych miejsc w każdym z turniejów przyznawane są punkty liczone do klasyfikacji generalnej:
| Miejsce | Punktacja |
| ------- | --------- |
| 1       | 20        |
| 2       | 18        |
| 3       | 16        |
| 4       | 14        |
| 5       | 12        |
| 6       | 10        |
| 7       | 8         |
| 8       | 6         |
| 9       | 4         |
| 10      | 3         |
| 11      | 2         |
| 12      | 1         |

W przypadku tej samej liczby punktów w klasyfikacji generalnej lokaty zainteresowanych drużyn są ustalane kolejno na podstawie:
1. lepszego bilansu punktów zdobytych i straconych;
2. większej liczby zdobytych przyłożeń;
3. drużyny są klasyfikowane ex aequo.

W związku z udziałem Wielkiej Brytanii zamiast Anglii w pierwszych dwóch turniejach oraz pandemią COVID-19, która mogła spowodować nieobecności drużyn na niektórych zawodach, wprowadzono zastrzeżenie, że do końcowej klasyfikacji będą brane cztery najlepsze wyniki każdego z zespołów.

## Turnieje
| Miejsce | Reprezentacja     |
| ------- | ----------------- |
| 1       | Australia         |
| 2       | Fidżi             |
| 3       | Francja           |
| 4       | Rosja             |
| 5       | Wielka Brytania   |
| 6       | Brazylia          |
| 7       | Stany Zjednoczone |
| 8       | Kanada            |
| 9       | Irlandia          |
| 10      | Hiszpania         |

| 27 listopada 2021 | Australia | 22:7 | Fidżi | The Sevens |
| 27 listopada 2021 |           | 22:7 |       | The Sevens |

| 27 listopada 2021 | Francja | 40:0 | Rosja | The Sevens |
| 27 listopada 2021 |         | 40:0 |       | The Sevens |

| Miejsce | Reprezentacja     |
| ------- | ----------------- |
| 1       | Australia         |
| 2       | Fidżi             |
| 3       | Francja           |
| 4       | Rosja             |
| 5       | Stany Zjednoczone |
| 6       | Hiszpania         |
| 7       | Irlandia          |
| 8       | Kanada            |
| 9       | Brazylia          |
| 10      | Wielka Brytania   |

| 4 grudnia 2021 | Australia | 15:5 | Fidżi | The Sevens |
| 4 grudnia 2021 |           | 15:5 |       | The Sevens |

| 4 grudnia 2021 | Rosja | 5:28 | Francja | The Sevens |
| 4 grudnia 2021 |       | 5:28 |         | The Sevens |

| Miejsce | Reprezentacja     |
| ------- | ----------------- |
| 1       | Stany Zjednoczone |
| 2       | Rosja             |
| 3       | Australia         |
| 4       | Francja           |
| 5       | Irlandia          |
| 6       | Kanada            |
| 7       | Anglia            |
| 8       | Polska            |
| 9       | Hiszpania         |
| 10      | Belgia            |
| 11      | Brazylia          |
| 12      | Fidżi             |

|  |                   |                   |                   |                   |    |       |       |       |
|  | Półfinały         | Półfinały         | Półfinały         |                   |    | Finał | Finał | Finał |
|  | Półfinały         | Półfinały         | Półfinały         |                   |    | Finał | Finał | Finał |
|  | 23 stycznia 2022  |                   |                   |                   |    |       |       |       |
|  |                   |                   |                   |                   |    |       |       |       |
|  | Stany Zjednoczone | Stany Zjednoczone | 14                |                   |    |       |       |       |
|  | Stany Zjednoczone | Stany Zjednoczone | 14                | 23 stycznia 2022  |    |       |       |       |
|  | Francja           | Francja           | 10                |                   |    |       |       |       |
|  | Francja           | Francja           | 10                |                   |    | Rosja | Rosja | 10    |
|  | 23 stycznia 2022  |                   |                   |                   |    | Rosja | Rosja | 10    |
|  |                   |                   | Stany Zjednoczone | Stany Zjednoczone | 35 |       |       |       |
|  | Rosja             | Rosja             | Stany Zjednoczone | Stany Zjednoczone | 35 | 29    |       |       |
|  | Rosja             | Rosja             |                   |                   |    |       |       |       |
|  | Australia         | Australia         | 26                |                   |    |       |       |       |
|  | Australia         | Australia         | 26                | Mecz o 3. miejsce |    |       |       |       |
|  |                   |                   |                   |                   |    |       |       |       |
|  | 23 stycznia 2022  |                   |                   |                   |    |       |       |       |
|  |                   |                   |                   |                   |    |       |       |       |
|  | Francja           | Francja           | 7                 |                   |    |       |       |       |
|  | Francja           | Francja           | 7                 |                   |    |       |       |       |
|  | Australia         | Australia         | 33                |                   |    |       |       |       |
|  | Australia         | Australia         | 33                |                   |    |       |       |       |

| Miejsce | Reprezentacja     |
| ------- | ----------------- |
| 1       | Australia         |
| 2       | Irlandia          |
| 3       | Anglia            |
| 4       | Stany Zjednoczone |
| 5       | Francja           |
| 6       | Rosja             |
| 7       | Kanada            |
| 8       | Hiszpania         |
| 9       | Brazylia          |
| 10      | Polska            |
| 11      | Belgia            |
| 12      | Portugalia        |

|  |                   |                   |           |                   |    |           |           |       |
|  | Półfinały         | Półfinały         | Półfinały |                   |    | Finał     | Finał     | Finał |
|  | Półfinały         | Półfinały         | Półfinały |                   |    | Finał     | Finał     | Finał |
|  | 30 stycznia 2022  |                   |           |                   |    |           |           |       |
|  |                   |                   |           |                   |    |           |           |       |
|  | Irlandia          | Irlandia          | 29        |                   |    |           |           |       |
|  | Irlandia          | Irlandia          | 29        | 30 stycznia 2022  |    |           |           |       |
|  | Anglia            | Anglia            | 0         |                   |    |           |           |       |
|  | Anglia            | Anglia            | 0         |                   |    | Australia | Australia | 17    |
|  | 30 stycznia 2022  |                   |           |                   |    | Australia | Australia | 17    |
|  |                   |                   | Irlandia  | Irlandia          | 12 |           |           |       |
|  | Australia         | Australia         | Irlandia  | Irlandia          | 12 | 21        |           |       |
|  | Australia         | Australia         |           |                   |    |           |           |       |
|  | Stany Zjednoczone | Stany Zjednoczone | 19        |                   |    |           |           |       |
|  | Stany Zjednoczone | Stany Zjednoczone | 19        | Mecz o 3. miejsce |    |           |           |       |
|  |                   |                   |           |                   |    |           |           |       |
|  | 30 stycznia 2022  |                   |           |                   |    |           |           |       |
|  |                   |                   |           |                   |    |           |           |       |
|  | Anglia            | Anglia            | 19        |                   |    |           |           |       |
|  | Anglia            | Anglia            | 19        |                   |    |           |           |       |
|  | Stany Zjednoczone | Stany Zjednoczone | 12        |                   |    |           |           |       |
|  | Stany Zjednoczone | Stany Zjednoczone | 12        |                   |    |           |           |       |

| Miejsce | Reprezentacja     |
| ------- | ----------------- |
| 1       | Australia         |
| 2       | Nowa Zelandia     |
| 3       | Irlandia          |
| 4       | Francja           |
| 5       | Kanada            |
| 6       | Stany Zjednoczone |
| 7       | Fidżi             |
| 8       | Hiszpania         |
| 9       | Brazylia          |
| 10      | Anglia            |
| 11      | Japonia           |
| 12      | Meksyk            |

|  |               |               |           |                   |    |               |               |       |
|  | Półfinały     | Półfinały     | Półfinały |                   |    | Finał         | Finał         | Finał |
|  | Półfinały     | Półfinały     | Półfinały |                   |    | Finał         | Finał         | Finał |
|  | 1 maja 2022   |               |           |                   |    |               |               |       |
|  |               |               |           |                   |    |               |               |       |
|  | Francja       | Francja       | 14        |                   |    |               |               |       |
|  | Francja       | Francja       | 14        | 1 maja 2022       |    |               |               |       |
|  | Nowa Zelandia | Nowa Zelandia | 26        |                   |    |               |               |       |
|  | Nowa Zelandia | Nowa Zelandia | 26        |                   |    | Nowa Zelandia | Nowa Zelandia | 17    |
|  | 1 maja 2022   |               |           |                   |    | Nowa Zelandia | Nowa Zelandia | 17    |
|  |               |               | Australia | Australia         | 21 |               |               |       |
|  | Irlandia      | Irlandia      | Australia | Australia         | 21 | 5             |               |       |
|  | Irlandia      | Irlandia      |           |                   |    |               |               |       |
|  | Australia     | Australia     | 26        |                   |    |               |               |       |
|  | Australia     | Australia     | 26        | Mecz o 3. miejsce |    |               |               |       |
|  |               |               |           |                   |    |               |               |       |
|  | 1 maja 2022   |               |           |                   |    |               |               |       |
|  |               |               |           |                   |    |               |               |       |
|  | Francja       | Francja       | 14        |                   |    |               |               |       |
|  | Francja       | Francja       | 14        |                   |    |               |               |       |
|  | Irlandia      | Irlandia      | 22        |                   |    |               |               |       |
|  | Irlandia      | Irlandia      | 22        |                   |    |               |               |       |

| Miejsce | Reprezentacja     |
| ------- | ----------------- |
| 1       | Nowa Zelandia     |
| 2       | Australia         |
| 3       | Fidżi             |
| 4       | Irlandia          |
| 5       | Francja           |
| 6       | Kanada            |
| 7       | Stany Zjednoczone |
| 8       | Brazylia          |
| 9       | Szkocja           |
| 10      | Południowa Afryka |
| 11      | Hiszpania         |
| 12      | Anglia            |

|  |               |               |           |                   |    |               |               |       |
|  | Półfinały     | Półfinały     | Półfinały |                   |    | Finał         | Finał         | Finał |
|  | Półfinały     | Półfinały     | Półfinały |                   |    | Finał         | Finał         | Finał |
|  | 22 maja 2022  |               |           |                   |    |               |               |       |
|  |               |               |           |                   |    |               |               |       |
|  | Nowa Zelandia | Nowa Zelandia | 24        |                   |    |               |               |       |
|  | Nowa Zelandia | Nowa Zelandia | 24        | 22 maja 2022      |    |               |               |       |
|  | Fidżi         | Fidżi         | 14        |                   |    |               |               |       |
|  | Fidżi         | Fidżi         | 14        |                   |    | Nowa Zelandia | Nowa Zelandia | 21    |
|  | 22 maja 2022  |               |           |                   |    | Nowa Zelandia | Nowa Zelandia | 21    |
|  |               |               | Australia | Australia         | 14 |               |               |       |
|  | Irlandia      | Irlandia      | Australia | Australia         | 14 | 7             |               |       |
|  | Irlandia      | Irlandia      |           |                   |    |               |               |       |
|  | Australia     | Australia     | 40        |                   |    |               |               |       |
|  | Australia     | Australia     | 40        | Mecz o 3. miejsce |    |               |               |       |
|  |               |               |           |                   |    |               |               |       |
|  | 22 maja 2022  |               |           |                   |    |               |               |       |
|  |               |               |           |                   |    |               |               |       |
|  | Fidżi         | Fidżi         | 26        |                   |    |               |               |       |
|  | Fidżi         | Fidżi         | 26        |                   |    |               |               |       |
|  | Irlandia      | Irlandia      | 10        |                   |    |               |               |       |
|  | Irlandia      | Irlandia      | 10        |                   |    |               |               |       |

## Klasyfikacja generalna[33]
| Miejsce | Reprezentacja     | Punkty | Punkty | Punkty | Punkty | Punkty | Punkty | Punkty | Punkty |
| Miejsce | Reprezentacja     | DUB 1  | DUB 2  | MAL    | SEV    | HKG    | CAN    | FRA    | Ogółem |
| ------- | ----------------- | ------ | ------ | ------ | ------ | ------ | ------ | ------ | ------ |
| 1       | Australia         | 20     | 20     | 16     | 20     |        | 20     | 18     | 80     |
| 2       | Francja           | 16     | 16     | 14     | 12     |        | 14     | 12     | 60     |
| 3       | Fidżi             | 18     | 18     | 1      | –      |        | 8      | 16     | 60     |
| 4       | Irlandia          | 4      | 8      | 12     | 18     |        | 16     | 14     | 60     |
| 5       | Nowa Zelandia     | –      | –      | –      | –      |        | 18     | 20     | 38 57  |
| 6       | Stany Zjednoczone | 8      | 12     | 20     | 14     |        | 10     | 8      | 56     |
| 7       | Kanada            | 6      | 6      | 10     | 8      |        | 12     | 10     | 40     |
| 8       | Rosja             | 14     | 14     | 18     | 10     |        | –      | –      | 56 37  |
| 9       | Anglia            | 0 6    | 0 2    | 8      | 16     |        | 3      | 1      | 33     |
| 10      | Hiszpania         | 3      | 10     | 4      | 6      |        | 6      | 2      | 26     |
| 11      | Brazylia          | 10     | 4      | 2      | 4      |        | 4      | 6      | 24     |
| 12      | Wielka Brytania   | 12     | 3      | –      | –      |        | –      | –      | 15     |
| 13      | Polska            | –      | –      | 6      | 3      |        | –      | –      | 9      |
| 14      | Belgia            | –      | –      | 3      | 2      |        | –      | –      | 5      |
| 15      | Szkocja           | –      | –      | –      | –      |        | –      | 4      | 4      |
| 16      | Południowa Afryka | –      | –      | –      | –      |        | –      | 3      | 3      |
| 17      | Japonia           | –      | –      | –      | –      |        | 2      | –      | 2      |
| 18      | Portugalia        | –      | –      | –      | 1      |        | –      | –      | 1      |
| 19      | Meksyk            | –      | –      | –      | –      |        | 1      | –      | 1      |